# Sittard
Sittard è una città di 48 400 abitanti (compresi Munstergeleen, Limbricht, Einighausen e Guttecoven) dei Paesi Bassi, capoluogo della municipalità di Sittard-Geleen, nella provincia del Limburgo. 
Sorge al confine con la Germania (municipalità di Selfkant, nella Renania Settentrionale-Vestfalia), a soli 11 km dalla frontiera con il Belgio, precisamente dalla città di Maasmechelen, nella provincia fiamminga del Limburgo belga.
Ha un piccolo centro storico con numerosi monumenti, chiese (San Pietro, San Michele, Basilica di Nostra Signora del Sacro Cuore) e monasteri e ha conservato parte delle proprie mura. Di rilievo il polo industriale di Geleen, inglobato dal 2001 nella conurbazione di Sittard-Geleen.

## Sport

### Calcio
La principale squadra di calcio cittadina è il Fortuna Sittard, militante in Eredivisie.

## Galleria d'immagini

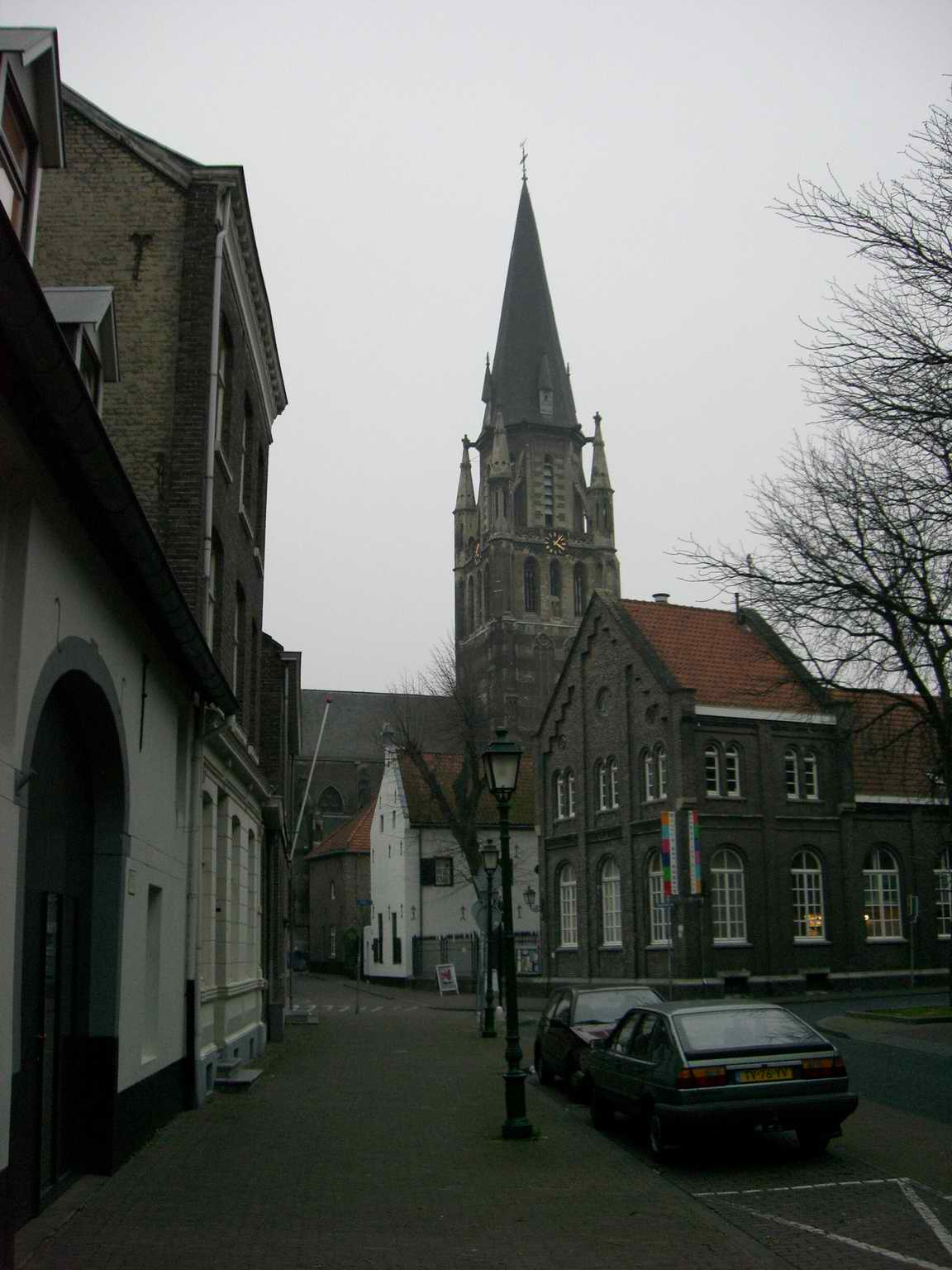
Chiesa di San Pietro
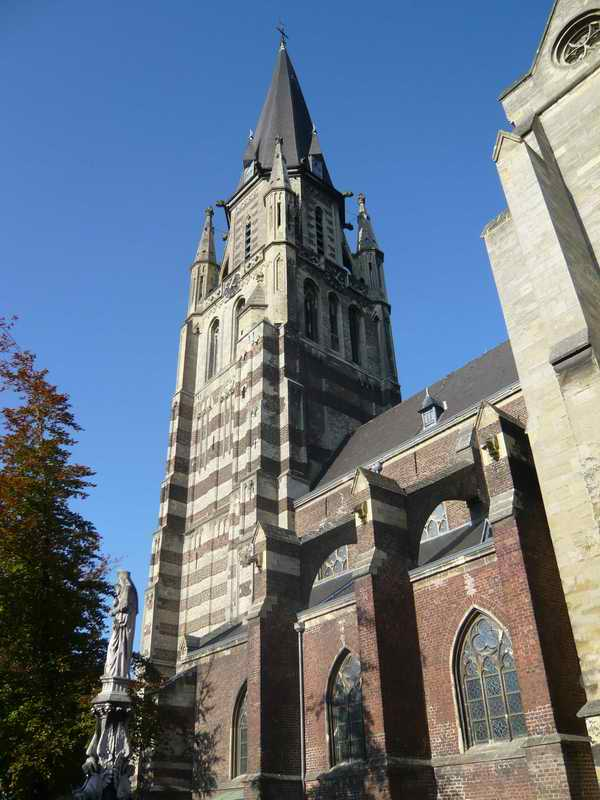
Chiesa di San Pietro
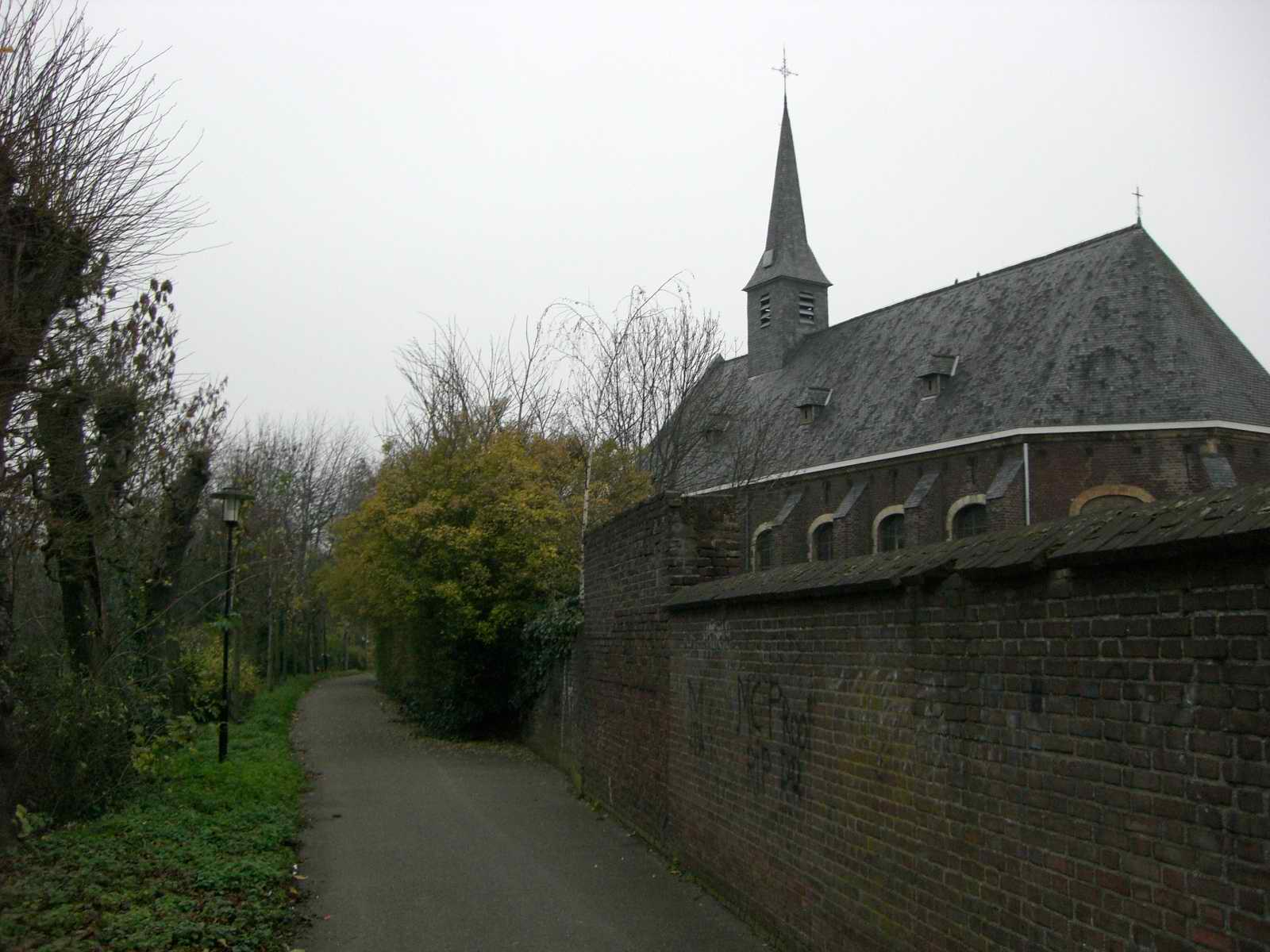
Mura
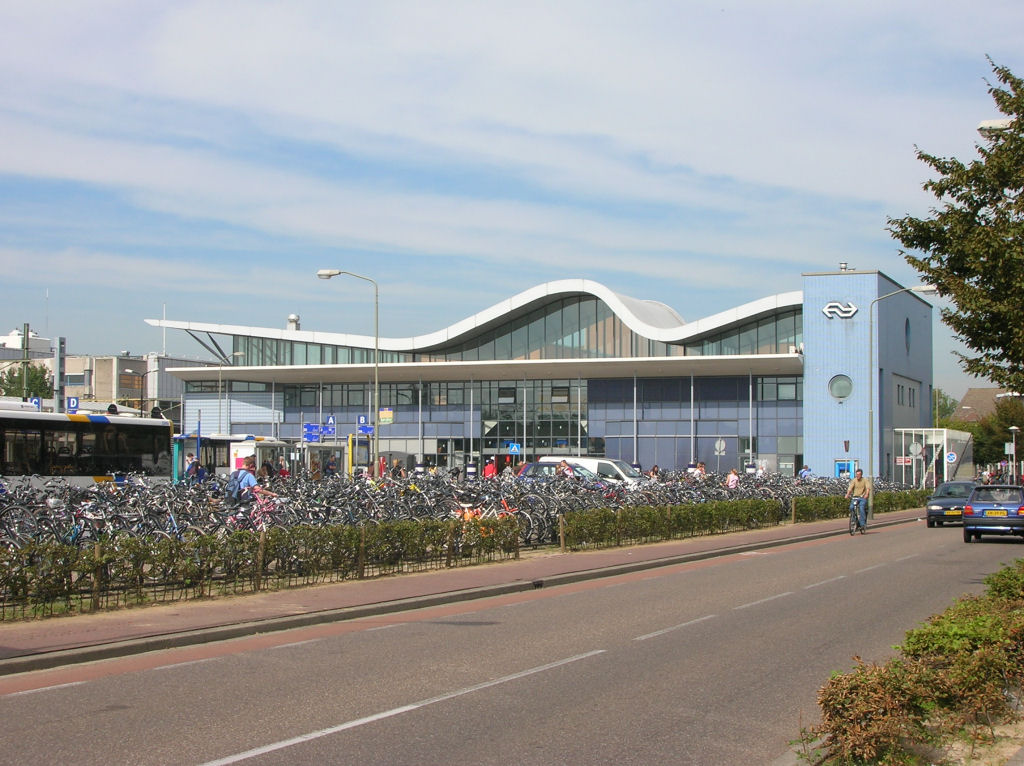
Stazione ferroviaria